# Forêt ombrophile mixte
Localisation
La forêt ombrophile mixte ou forêt d'araucaria est une écorégion terrestre de type forêt tropicale humide située dans les régions du Sud du Brésil et du Nord-Est de l'Argentine. Elle se caractérise par la présence de conifères et notamment de pins du Paraná (Araucaria angustifolia).

## Situation
La forêt d'araucaria couvre une superficie de 216 100 km2, située dans une région de montagnes et de plateaux dans les États brésiliens de São Paulo, du Paraná, de Santa Catarina, du Rio Grande do Sul et de la province argentine de  Misiones. On la trouve à des altitudes comprises entre 500 m et 1 600 m.

## Climat
Cette formation se développe en présence d'un climat subtropical humide, sujet au gel durant les mois d'hiver. Les précipitations annuelles sont élevées (de 1 300 mm à  3 000 mm annuellement), sans saison sèche.

## Flore

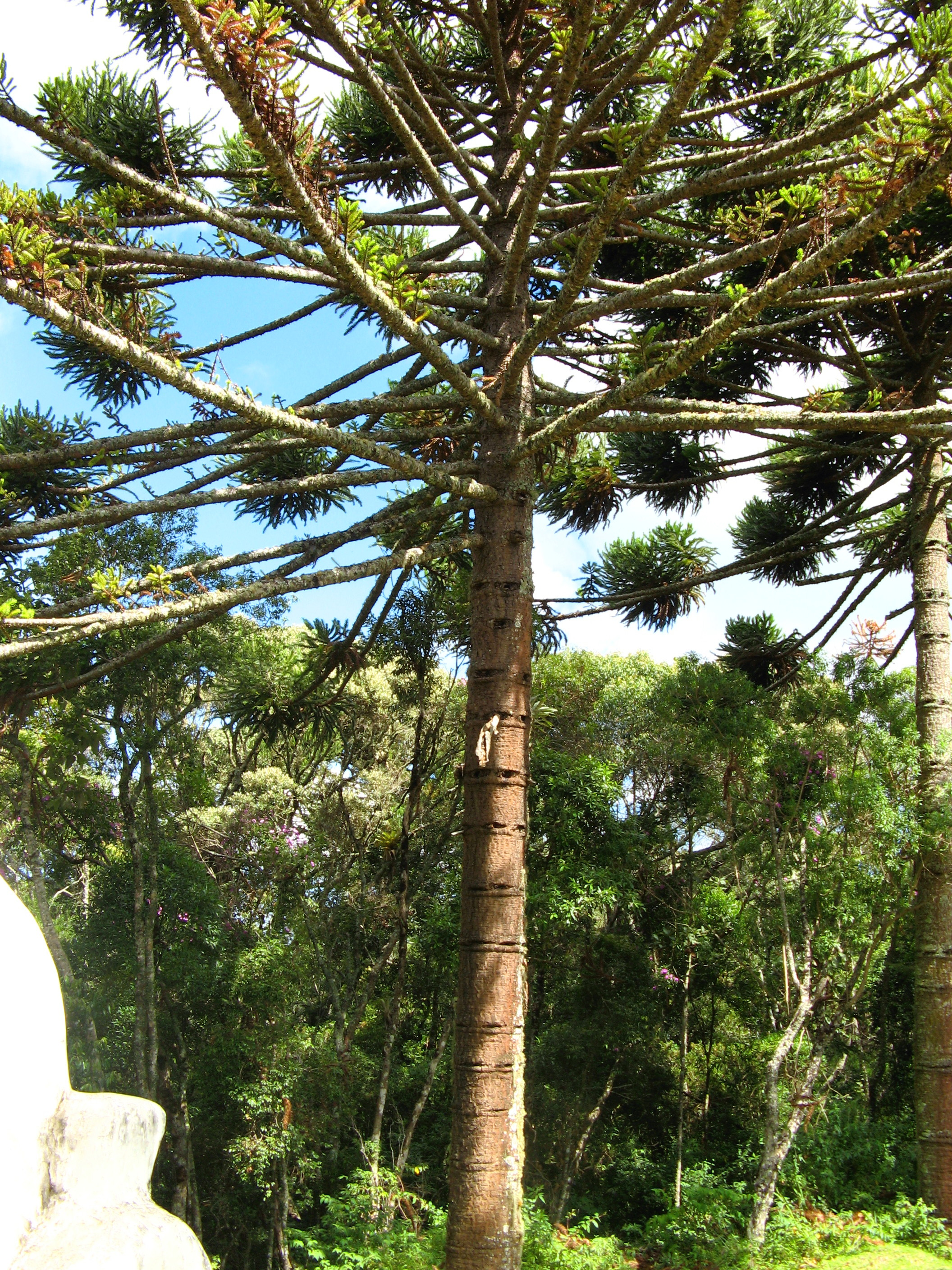
Pin du Paraná.

La forêt d'araucaria consiste essentiellement en une forêt humide subtropicale à feuillage persistant, avec une canopée composée de Ocotea odorifera et Ocotea catharinensis (Lauracées), Campomanesia xanthocarpa (Myrtacées), et Parapiptadenia rigida (Fabacées). Au-dessus de la canopée, le Pin du Paraná (Araucaria angustifolia) constitue une couche émergente, pouvant atteindre 45 mètres de hauteur.

## Faune
Cette forêt abrite plusieurs espèces menacées endémiques de la forêt atlantique, y compris le singe Hurleur brun (Alouatta guariba) et le perroquet Amazone de Prêtre (Amazona pretrei). La forêt d'araucaria est reconnue comme une importante EBA (Endemic Bird Area en anglais), réserve de plusieurs espèces d'oiseaux endémiques.